# Karlavagnen
Karlavagnen és un popular programa de ràdio que s'emet els vespres de dilluns a divendres al canal P4 de Sveriges Radio. Les emissions començaren el 18 de gener del 1993 amb Lisa Syrén com a presentadora juntament amb Bengt Grafstöm.
Actualment, el programa s'emet entre les 21:40 i mitjanit amb diferents presentadors: Bosse Pettersson (SR Uppland), Kjell-Peder Johansson (SR Norrbotten), Lisa Syrén (SR Kronoberg), Stina Wollter (SR Uppland) i Marcus Birro (SR Östergötland).
El seu nom es deu a un dels asterismes de l'Ossa Major, el Carro Gran. (Karlavagnen en suec). El programa gira al voltant de tertúlies i debats, i els oients poden trucar al programa per participar en les discussions.

## Presentadors actuals[3]
- Dilluns: Fredrik Virtanen, Aftonbladet i Marjaana Kytö, Sveriges Radio Sisuradio (des de tardor de 2015)
- Dimarts: Christian Olsson
- Dimecres: Pernilla Arvidsson (sedan 2012) i Johanna Linder (des de 2012)[4]
- Dijous: Leif Hedegärd
- Divendres: Peter Wahlbeck i Ebba Granath